# Arco de Fernán González
El Arco de Fernán González es un gran arco triunfal de estilo herreriano localizado en la ciudad de Burgos, España.
Fue levantado sobre los solares de las casas del conde castellano Fernán González para perpetuar su memoria. Realizado entre 1584 y 1587 por el maestro cantero Juan Ortega de Castañeda, consta de dos grandes cuerpos. El primero de ellos está marcado por un gran vano de medio punto flanqueado por columnas toscanas. El segundo cuerpo muestra los escudos reales, así como el de Burgos y el de Castilla, además de una cartela con un texto de Fray Luis de León que recuerda al personaje, sobre el que aparece otro vano coronado por un frontón recto.